# Derzsi János
Derzsi János (Nyírábrány, 1954. április 20. –) Jászai Mari-díjas magyar színész, érdemes művész.

## Életpályája
Derzsi János és Serbán Margit gyermekeként született.
1982-ben végezte el a Színház- és Filmművészeti Főiskolát. Kezdő színészként 1985-ig Zalaegerszegen a Hevesi Sándor Színházban szerepelt. 1985-től egy évadot a kecskeméti Katona József Színházban töltött. 1986-tól öt évig a szolnoki Szigligeti Színház színésze volt. 1991–1994 között a Budapesti Kamaraszínház tagja volt. 1994–1996 között a Budapest Bábszínházban játszott. 1996-tól egy évig ismét a szolnoki Szigligeti Színházban lépett fel. 1997-től egy évadot a Szegedi Nemzeti Színházban töltött. 1998-tól 2012-ig az Új Színház tagja volt. 2013-tól a székesfehérvári Vörösmarty Színház színésze.

### Magánélete
1987-ben házasságot kötött Kovács Évával, később elváltak. Két gyermekük született, Borbála (1988) és Mátyás (1991).
1981-ben autóbalesetet szenvedett, aminek következtében kilenc hónapot volt kórházban.

## Színházi szerepei
A Színházi adattárban regisztrált bemutatóinak száma: 130. Ugyanitt huszonkét színházi fotón is látható.
| - William Shakespeare: IV. Henrik - első rész... Douglas grófja - William Shakespeare: IV. Henrik - második rész... Tinó; Második pincér - Örkény István: Tóték... Az őrnagy - Molière: A képzelt beteg... Béralde - Cozzi: Turandot, a kínai hercegnő... Barach - Fielding: Lakat alá a lányokkal... Tudori Tódor - Vörösmarty Mihály: Csongor és Tünde... Fejedelem - Whiting: Az ördögök... A csatornatisztító - Storelli: A szent strici... Rutillio; Főpap - Szörényi-Bródy: István, a király... - Katona József: Bánk bán... Tiborc; Bánk bán - Madách Imre: Az ember tragédiája... Miltiádész; Tankréd; Második udvaronc; Első munkás; Cassius - Csurka István: Ki lesz a bálanya?... Csüllögh - Balázs-Ruszt: A fából faragott királyfi... - Hubay Miklós: A túsz-szedők... Püladész; Apollón - Molière: A fösvény... Harpagon - Babel: Húsvét... Afonyka Bida - Jellicoe: A csábítás trükkjei... Tom - Gelman: Prémium... Komkov - Lengyel Menyhért: A csodálatos mandarin... - Balázs Béla: A kékszakállú herceg vára - Brecht: Baal... Ekart; Baal - Beaumarchais: Figaro, a sevillai borbély... Cherubin - Weöres Sándor: A holdbéli csónakos... A holdbéli csónakos - William Shakespeare: Szentivánéji álom... Theseus - Márton-Spiró: A kínkastély... Gnóm - Móricz Zsigmond: Nem élhetek muzsikaszó nélkül... Balázs - Sultz Sándor: A hattyú halála, avagy a hosszú széklet... Vendég - Paszternak: Doktor Zsivago... Antyipov - William Shakespeare: III. Richárd... Lord Stanley; Richárd - Székely János: Caligula helytartója... Decius - William Shakespeare: Ahogy tetszik... Frigyes - Bond: Balhé... Fred - Witkiewicz: Egy kis udvarházban... Kozdrón Ignác - Kárpáti Péter: Az út végén a folyó... Ignácz - García Márquez: Száz év magány... José Arcadio - Ibsen: A vadkacsa... Relling - Molnár Ferenc: Liliom...Liliom - Jókai Mór: A hulla férje... Malmont márki - Bereményi Géza: A legvidámabb barakk - Burgess: Mechanikus narancs... Deltoid; Káplán - Delaney: Egy csepp méz... A férfi - Knoblauch: A faun... Maurice Morris - William Shakespeare: Szentivánéji állomás... Demetrius - Molière: Tartuffe... Tartuffe - William Shakespeare: Troilus és Cressida... Thersites - Örkény István: Kulcskeresők... A Bolyongó - Kleist: A Schroffenstein család avagy a Bosszú... Sylvester - William Shakespeare: A makrancos hölgy... Petruchio | - Füst Milán: Boldogtalanok... Húber Vilmos - Mrożek: Vatzlav... Ödipusz - Bulgakov: A Mester és Margarita... Mester; Pilátus - Schwajda György: Miatyánk... A szélmolnárfi - Bereményi Géza: A jéghegyek lovagja... Günnar - Aiszkhülosz-Euripidész: Antik tragédia... Agamemnón - García Lorca: Don Cristobal és Donna Rosita tragikomédiája... Don Cristobita - Csehov: A három húg (A három nővér)... Versinyin - Hrabal: Gyöngéd barbárok... Vladimir - Marlowe: Doktor Faustus tragikus históriája... Doktor Faustus - Büchner: Woyzeck... Woyzeck - William Shakespeare: Othello... Rodrigo - Weiss: Jean Paul Marat üldöztetése és meggyilkolása... ahogy a charentoni elmegyógyintézet színjátszói előadják De Sade úr betanításában és ahogy azt a Gyulai Éjszakai Színtársulat színjátszói előadják ezerkilencszázkilencvenkilenc augusztusában... Roux - Victor Hugo: A párizsi Notre Dame... A hang - Bergman: Maszkok... Vogler - Brecht: Egy nagyváros dzsungelében... Pat Manky - Carlo Goldoni: A szégyentelenek... Simon - William Shakespeare: Romeo és Júlia... Lőrinc barát - Jarry: Übü király... Poszomány kapitány - Hoffmann: Diótörő... Nagyapa - Gorkij: Éjjeli menedékhely... Mihail Ivanov Kosztiljov - Szigeti József: A vén bakancsos és fia, a huszár... Sugár Mihály - Árvai György: 62 nap... - Tóth Ede: A falunk rossza... Göndör Sándor - Hoffmann: A csoda alkonya avagy egy tündökletes torzszülött kalandos élete három felvonásban... Andres - Bulgakov: Álszentek összeesküvése... Igazságos varga - Kovács Kristóf: Csontzene... Öreg katona - William Shakespeare: Lear király... Gloucester grófja; Lear - Zalán Tibor: Angyalok a tetőn... Részeges angyal - Molière: Úrhatnám polgár... Covielle - Pintér Béla: Gyévuska... Felkay - Langer: A negyedik kapu... - William Shakespeare: Hamlet, dán királyfi... Polonius - Kárpáti Péter: Első éjszaka avagy az utolsó. Mit tett Umáma Átikával? Avagy a szerelem megszállott rabjának története... Halász; Vízhordó - Brecht: A szecsuáni jólélek... Vang - Mundruczó Kornél-Bíró Yvette: Frankenstein-terv... Argyelán Péter - Rudolf-Búss-Hársing: Keleti Pu... - Darvasi László: Bolond Helga... Fleis - Feydeau-Hannequin: Fogat fogért... Gusman - Hunyady Sándor: Júliusi éjszaka... Az inas - Vitrac: Viktor, avagy a gyermekuralom... Antal - Steinbeck: Édentől keletre... Lee - Móricz Zsigmond: Bethlen...Báthory Gábor - Barabás Pál: Kávé habbal... Leó - Osztrovszkij: Erdő... Karp |

## Filmjei

### Játékfilmek
| - Rosszemberek (1979) - Magyar rapszódia (1979) - Ajándék ez a nap (1979) - Nárcisz és Psyché (1980) - Nyom nélkül (1982) - Szívzűr (1982) - Mennyei seregek (1983) - Viadukt (1983) - Visszaesők (1983) - Kutya éji dala (1983) - István, a király (1984) - Őszi almanach (1984) - Eszmélés (1984) - Falfúró (1985) - Egészséges erotika (1985) - Egy kicsit én, egy kicsit te (1985) - Az elvarázsolt dollár (1985) - Akli Miklós (1986) - Vakvilágban (1986) - Érzékeny búcsú a fejedelemtől (1987) - Gondviselés (1987) - Laura (1987) - Moziklip (1987) - A másik ember (1988) - A halálraítélt (1989) - Az új földesúr (1989) - Laurin (1989) - Könnyű vér (1990) - Szürkület (1990) - Meteo (1990) - Potyautasok (1990) - Isten hátrafelé megy (1991) - Az utolsó nyáron (1991) - A csalás gyönyöre (1992) - Blue box (1992) | - A nagy postarablás (1992) - Roncsfilm (1992) - Nyomkereső (1993) - Utrius (1994) - Sátántangó (1994) - Csókkal és körömmel (1996) - A kakas és a hordó (1996) - Gyilkos kedv (1997) - Biztosítás (1998) - Szenvedély (1998) - Egy tél az Isten háta mögött (1999) - Werckmeister harmóniák (2000) - Glamour (2000) - Hamvadó cigarettavég (2001) - Kísértések (2002) - A Hídember (2002) - Egy hét Pesten és Budán (2003) - Kontroll (2003) - Másnap (2004) - Csudafilm (2005) - Vadászat angolokra (2005) - Hasutasok (2006) - Dolina (Az érsek látogatása) (2006) - Iszka utazása (2006) - Zuhanórepülés (2007) - Fövenyóra (2007) - A londoni férfi (2007) - A Nap utcai fiúk (2007) - Tabló – Minden, ami egy nyomozás mögött van! (2008) - Apaföld (2009) - A torinói ló (2011) - Drága besúgott barátaim (2012) - 1945 (2017) - Becsúszó szerelem (2021) - Hadik (2023) - Emma és a halálfejes lepke (2024) |

### Tévéfilmek
- Istennél a kegyelem!
- A luxusvilla titka (1977)
- Macbeth (1982)
- Erdély aranykora (1989)
- Holnapra a világ (1990)
- Hoppá (1992)
- Kisváros (1993–2000)
- Istálló (1995)
- Szigetvári vértanúk (1996)
- A szórád-ház (1997)
- Mozgókép (2003)
- Hóesés Vízivárosban (2004)
- Régimódi történet (2006)
- Koccanás (2009)
- Keleti Pu. (2010)
- Kossuthkifli (2015)

## Díjai
- Pro Urbe Szolnok (1991)
- Jászai Mari-díj (1992)
- A Filmszemle díja (1998)
- Magyar Filmkritikusok Díja – Legjobb férfi alakítás díja (2013)
- Érdemes művész (2020)